# Strichweg

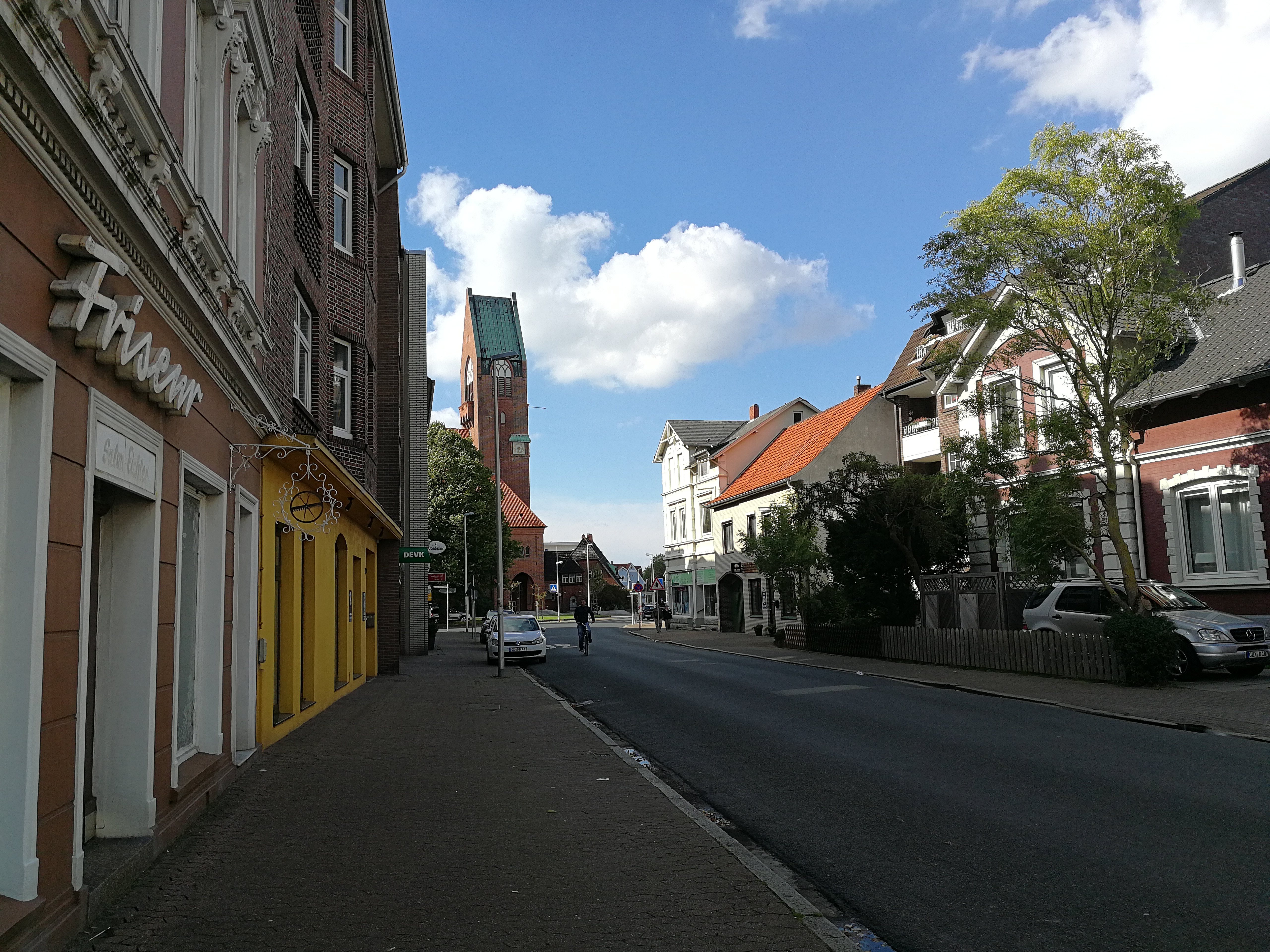
Straße mit St. Petri

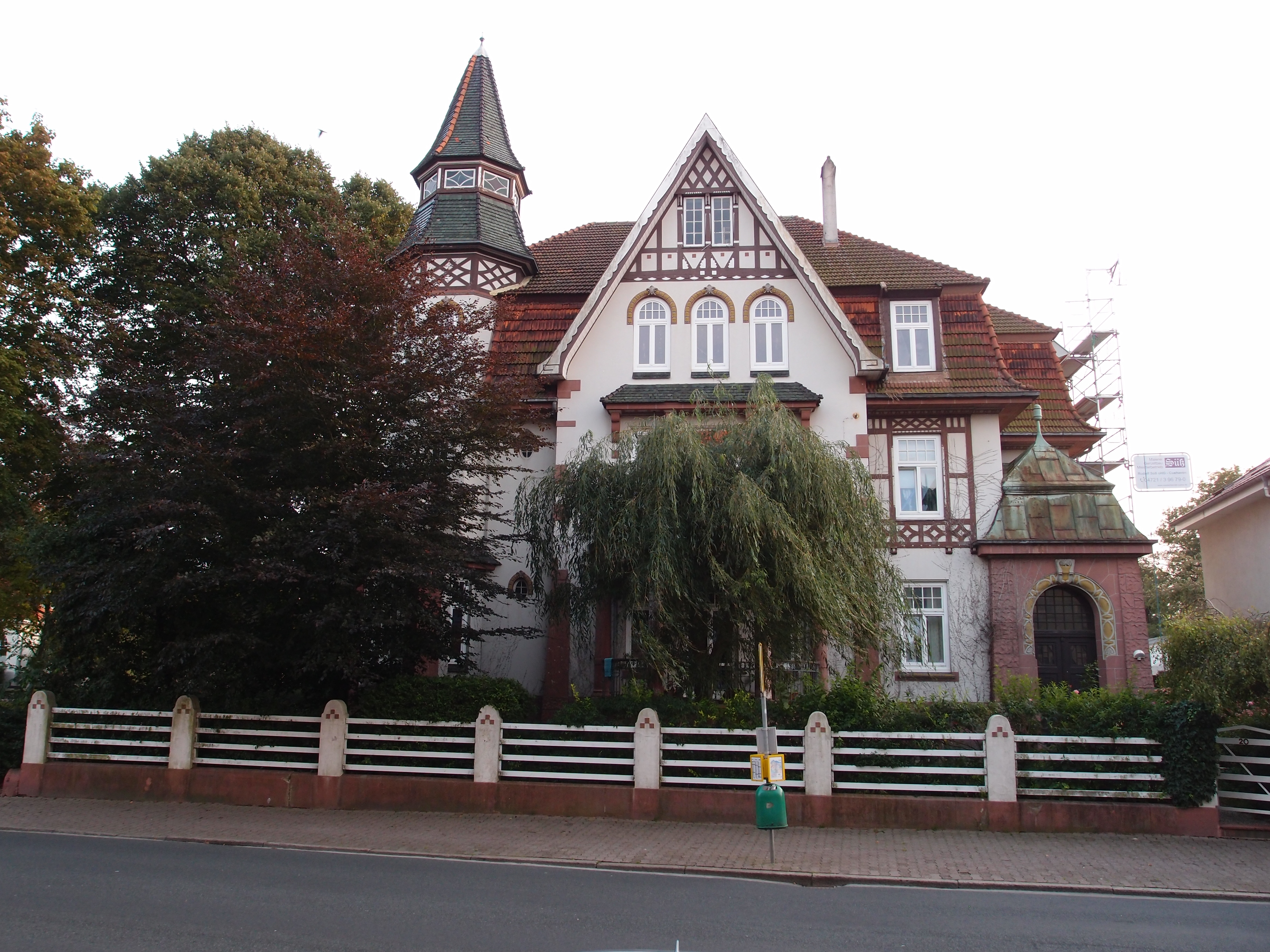
Nr. 20

Der Strichweg in Cuxhaven-Döse ist eine ca. 1,9 km lange Straße. Sie führt in Ost-West-Richtung parallel zum Nordsee- /Elbedeich von der Marienstraße / Catharinenstraße durch das Lotsen- und dann das Afrikaviertel bis zum Stickenbütteler Weg / Bei der Kirche und Steinmarner Straße sowie nach Duhnen. 

## Nebenstraßen
Die Neben- und Anschlussstraßen wurden benannt als Marienstraße nach dem Vornamen der Frau des Schultheißen Johann Paul Siats, Catharinenstraße 1892 nach den Vornamen der Frauen der beiden Erbauer der Straße, Bernhardstraße nach dem Sohn Bernhard des Döser Landwirts und Gemeindevorstehers Peter Künnmann, Batteriestraße nach der Batterie der Artillerie von Fort Grimmerhörn (um 1870), Deichtrift nach Trift als dem Treiben des Viehs, Lichtenbergplatz 1954 nach dem Göttinger Physiker Georg Christoph Lichtenberg (1742–1799), Hermann-Allmers-Straße 1945 nach dem Marschendichter Hermann Allmers (1821–1902), Dohrmannstraße nach dem Unternehmer und Initiator des Duhner Wattrennens Robert Dohrmann (1850–1932), Jänischstraße 1925 nach dem Amtmann Johann Joachim Jänisch, Wißmannstraße 1936 nach dem Afrikaforscher und Gouverneur der Kolonie Deutsch-Ostafrika Hermann von Wissmann (1853–1905), Adolfstraße 1905 nach dem Bauern Adolf Grube, Lettow-Vorbeck-Straße 1936 nach dem in Afrika kämpfenden General Paul von Lettow-Vorbeck (1870–1964), Höpckestraße 1888 nach dem Bäcker August Höpcke (1856–1918), der diese Straße bauen ließ, Badehausallee von 1817, Prinzessinnentrift 1835 nach Prinzessin Marie von Sachsen-Weimar, die 1835 hier eine Kur machte, Emmastraße 1894 nach dem Vornamen der Frau von dem Wegeerbauer August Höpcke (1856–1918), Rosenhof nach dem Landwirt Johann Joachim Rose (1800–1879), Strandstraße von 1906, Stickenbütteler Weg 1910 nach dem Stadtteil Stickenbüttel (althochdeutsch Stick = evtl. für Sumpf, Büttel = altsächsisch bodal für Besitz oder Flur), Bei der Kirche 1933 nach der Lage an der Kirche St. Gertrud, Steinmarner Straße 1899 nach dem alten Dorf (1310 erwähnt) in Döse.

## Geschichte

### Name
Die Hauptverbindungsstraße zwischen Alt-Cuxhaven und Döse wurde benannt nach dem Strich als Bezeichnung eines Weges an einem Deich.

### Entwicklung

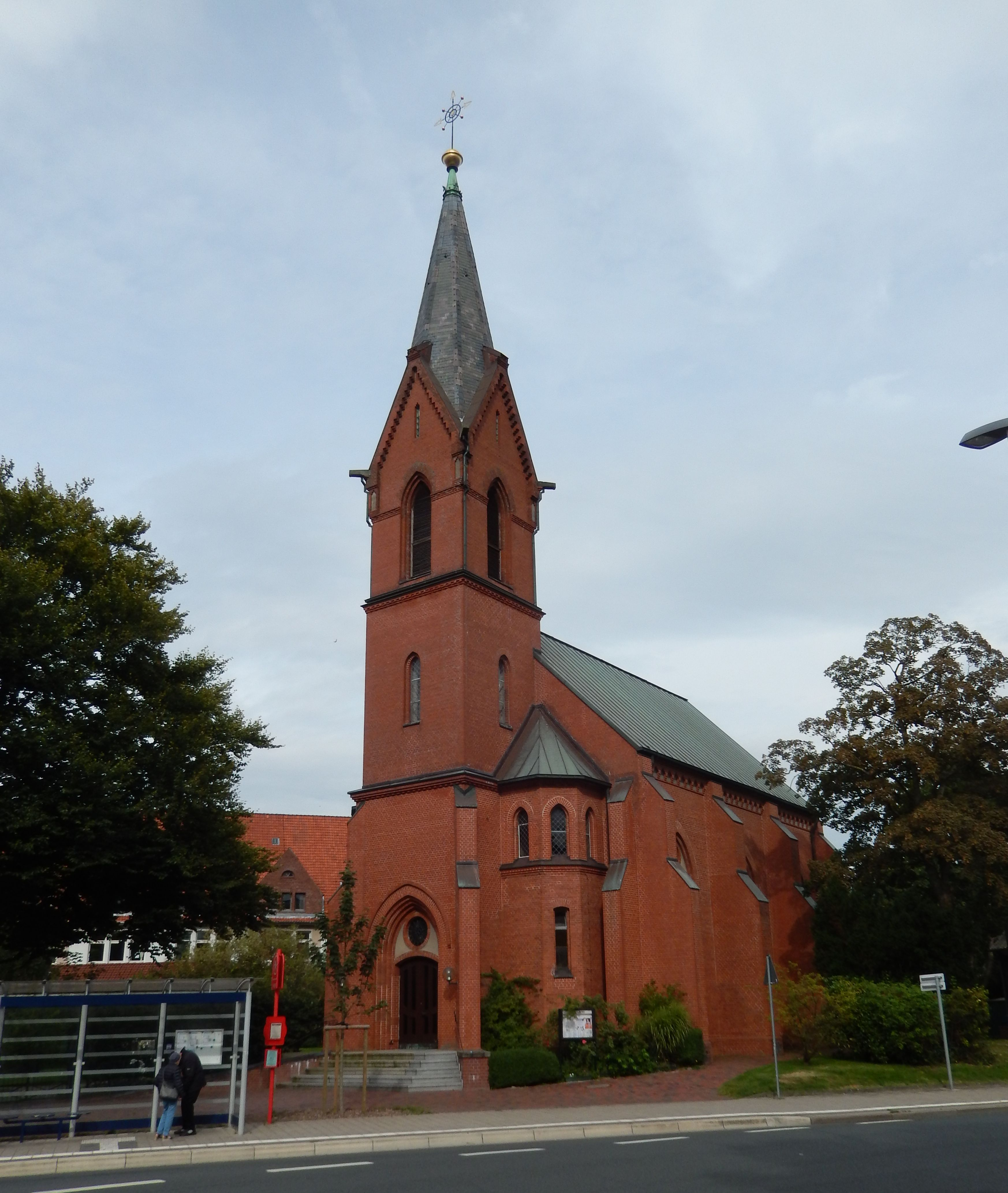
Herz Jesu Kirche

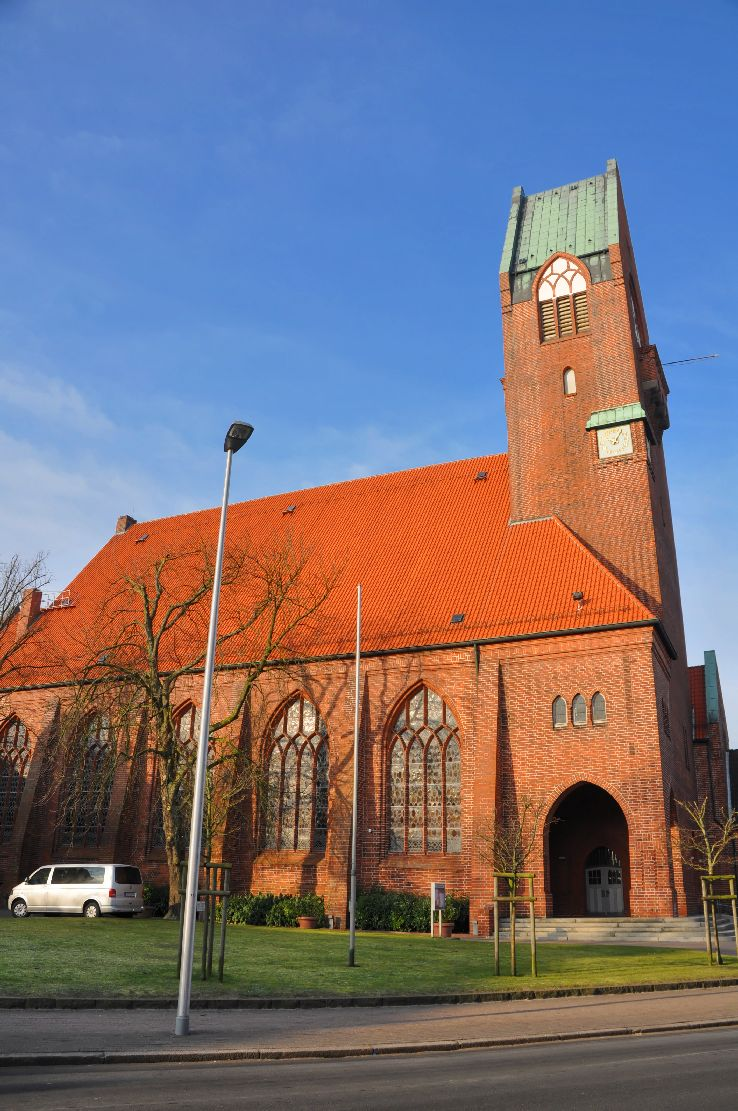
St. Petri

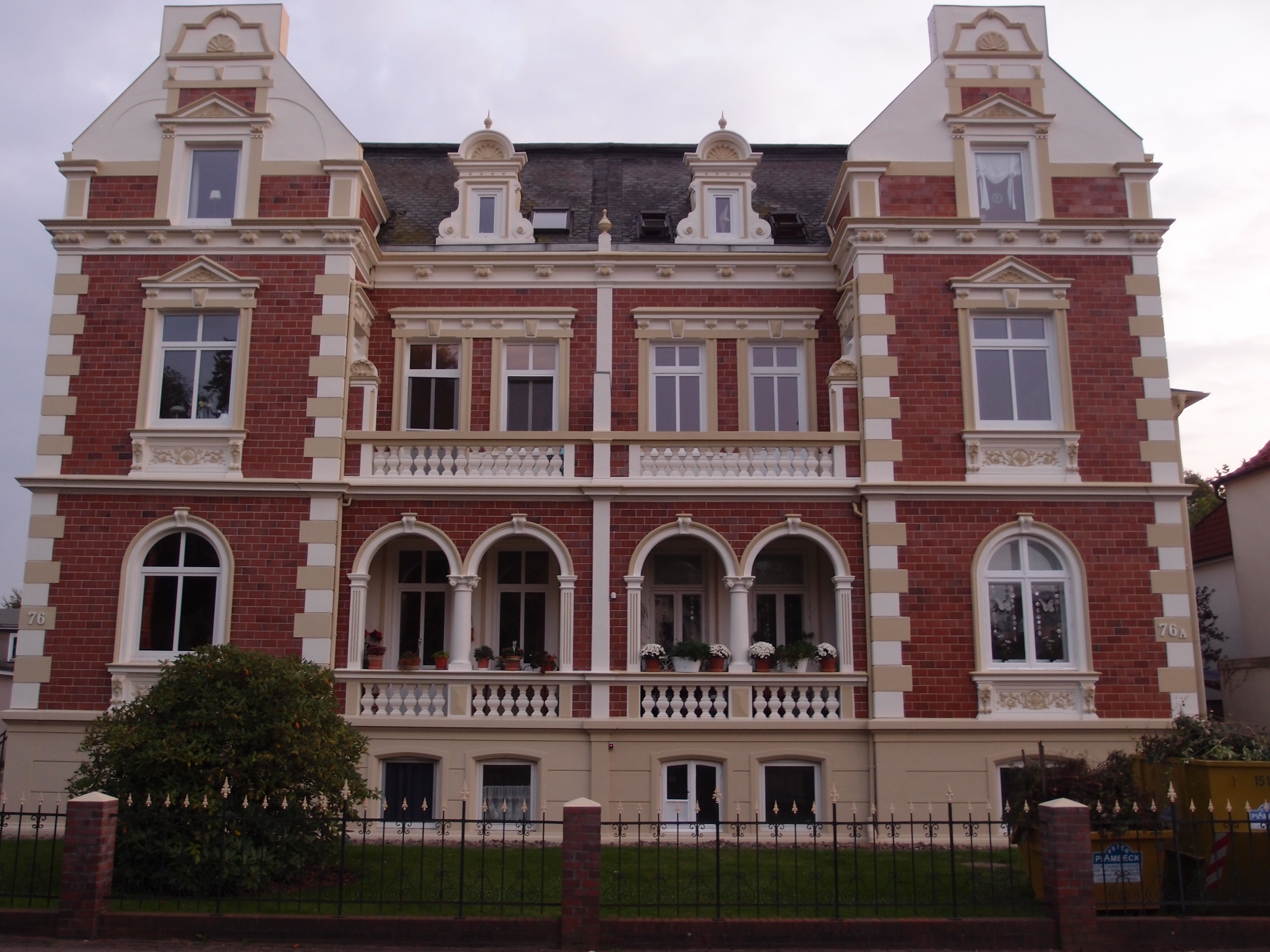
Nr. 76-76a

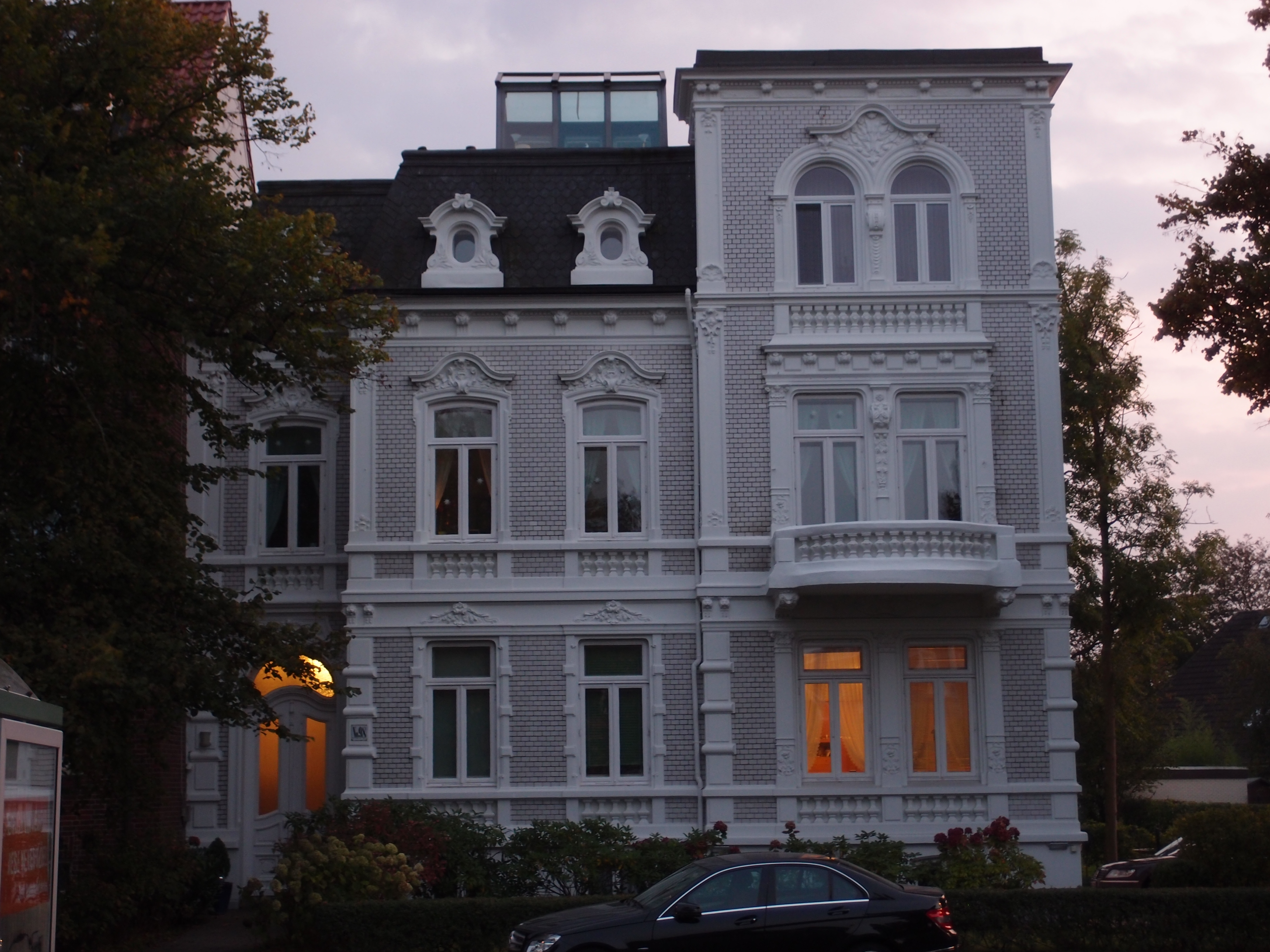
Nr. 98

Nachdem 1872 Ritzebüttel und Alt-Cuxhaven vereinigt worden waren, erfolgte ein stärkerer Ausbau des Ortsgebietes in Richtung Westen nach dem 1394 erstmals erwähnten Ort Döse. Der Ort entwickelte sich aus den Siedlungen Steinmarne und der Strichsiedlung. Am Beginn des 16. Jahrhunderts wuchsen sie zusammen. Die durch Deichbrüche entstandenen Deichlücken wurden geschlossen und verblieben landseitig als Brack (See oder Teich), die in Cuxhaven Wehle hießen. Der Weg wurde gegen Ende des 19. Jahrhunderts gepflastert, erhielt 1895 Bürgersteige und 1954 eine Asphaltdecke.
Verkehrlich wird die Straße von den Buslinien 1006, 1007 und 1010 der KVG erschlossen.

## Gebäude, Anlagen (Auswahl)
An der Straße stehen zumeist zwei- bis viergeschossige und weiter westlich ein- bis zweigeschossige Gebäude mit zumeist Sattel- und Walmdächern. Die mit D gekennzeichneten Häuser stehen unter Denkmalschutz.
- Nr. 5b: Kath. neogotische Herz-Jesu-Kirche von 1900 (D) für die Garnison
  - Skulptur Maria mit Kind[5]
- Nr. 9: Dreigeschossiges Haus von um 1910 mit Musikcafé
- Nr. 18a: Grillrestaurant
- Lichtenbergplatz/Stichweg: Zweigeschossiges neoklassizistisches Haus des Touristik- und Verkehrsvereins Cuxhaven
- Nr. 20: Zweigeschossiges Wohnhaus von um 1900 (D) mit markantem Giebel und seitlichen Türmchen
- Nr. 22: Eingeschossiges Giebelhaus mit Zierfachwerk mit Gaststätte Döser Börse
- Nr. 23: Kindergarten
- Nr. 36: Restaurant
- Nr. 39: Zweigeschossiges Haus mit Musikbar
- Nr. 40a: Zweigeschossiges Haus mit Gemeindebüro der St. Petri-Kirche
- Arno-Pötzsch-Platz Nr. 2: Einschiffige neogotische evangelische St.-Petri-Kirche (D), 1911 als Marinegarnisonskirche nach Plänen von Marine-Garnisons-Bauinspektor Stock gebaut und seit 1948 Gemeindekirche
- Nr. 49: Dreigeschossiges historisierendes Haus von um 1900 als Hotel
- Nr. 76/76A: Zweigeschossiges, historisierendes verklinkertes Doppelwohnhaus von um 1900 (D) mit zwei seitlichen markanten Giebeln und Loggien
- Nr. 85: Haus der Guttempler Sozialwerk Cuxhaven
- Nr. 98: Zweigeschossiges barockisierendes Wohnhaus von um 1900 (D) mit dreigeschossigem seitlichen Risalit
- Nr. 108: Haus im Jugendstil von um 1905 mit Konditorei
- Nr. 145: neueres Flachdachhaus mit Restaurant und der Cuxhavener Sportkegler-Vereinigung
- Nr. 171: Zwei- und dreigeschossige historisierende Villa Ebel von 1904 (D) mit Mittelrisalit, Mansarddach und hohem Sockelgeschoss in einer Parkanlage
- Nr. 193: Eingeschossiges Haus mit Krüppelwalm und Sprachheilkindergarten
- Nr. 199: Filiale der Stadtsparkasse Cuxhaven

Nachrichtlich
- Predöhlstraße Nr. 1: Villa Deichvoigt (D)